# 阿斯報
阿斯報（西班牙語：Diario AS；西班牙語發音：[ˈdjaɾjo ˈas]）是一份西班牙體育報章，主力報道足球資訊。

## 历史
《阿斯报》于1967年创刊于马德里，当时的发行量为6万份。它的发行量在2001年达到181,172份，2002年176,892份，2006年214,654份。它主要报道皇家马德里足球俱乐部和马德里竞技俱乐部的信息，和同在马德里的《馬卡報》是竞争关系。
2013年，《阿斯报》开设美洲专题，向拉丁美洲的人们报道马德里和巴萨俱乐部的精彩赛事。该专题还跟踪报道南美最佳运动员。2014年，其业务拓展到了智利；2015年3月，它在哥伦比亚发行；2015年11月，它进入墨西哥，并仅发行电子版。
2018年2月，《阿斯报》与西班牙电信提供商Movistar达成协议，之后将会刊载一些关于电子竞技的独家信息。